# Röhl
Röhl este o comună din landul Renania-Palatinat, Germania.